# Wilhelm Lynen
Wilhelm Lynen (* 6. November 1861 in Stolberg (Rheinland); † 23. Juli 1920 in München) war ein deutscher Maschinenbauingenieur und Hochschullehrer.

## Leben
Wilhelm Lynen studierte von 1882 bis 1886 an der RWTH Aachen Maschinenbau. Zu Beginn seines Studiums wurde er Mitglied des akademischen Vereins Delta, des späteren Corps Delta. Anschließend war er in den Jahren 1889 und 1890 Assistent bei Adolf von Gizycki. In dieser Zeit war er auch als Königlicher Regierungsbauführer des Maschinenbaufachs im Staatsdienst. Nach erfolgreichem zweiten Staatsexamen wurde er 1891 zum Königlichen Regierungsbaumeister des Maschinenbaufachs ernannt.
Einen Monat später schied er, bereits in Dessau lebend, auf eigenes Gesuch aus dem Staatsdienst aus und ging zu der von Wilhelm Oechelhäuser 1890 bei der Dessauer Gasanstalt gegründeten Versuchsstation für Gasmotoren von Oechelhaeuser & Junkers. Wilhelm Oechelhäuser, Wilhelm Lynen und August Wagener entwickelten eine Doppelkolben-Zweitaktmaschine, die auf Grund ihrer hohen Kompression gegenüber dem Otto-Viertaktmotor halbierten Brennstoffverbrauch und zweieinhalbfach geringere Abwärme aufwies. 1892/1893 wurden zwei erste Maschinen mit 116 PS Leistung gefertigt.
1895 habilitierte er sich an der Technischen Hochschule Berlin-Charlottenburg. Als Privatdozent erhielt er 1896 den Titel Professor und wurde für die Jahre 1896 bis 1899 in das Königliche technische Prüfungsamt Berlin, Abtheilung I, berufen. Am 1. Oktober 1896 wurde er Ordinarius für Maschinenbau an der RWTH Aachen. 1897 erfolgte seine Ernennung zum Mitglied des Königlichen technischen Prüfungsamts Aachen. 1899 wird seine Mitgliedschaft für die Amtsperiode 1899 bis 1902 bestätigt. 1901 wurde er für das Amtsjahr 1901/1902 in den Senat der RWTH gewählt.
Im August 1901 wurde Lynen als Nachfolger von Otto von Grove zum ordentlichen Professor der Maschinenbaukunde an der Maschineningenieur-Abtheilung der Technischen Hochschule München ernannt. Von 1904 bis 1907 war er Vorstand der Maschineningenieur-Abteilung der TH München. Von 1908 bis 1909 war er Vorsitzender des Bayerischen Bezirksvereins des Vereins Deutscher Ingenieure.
Neben seinen Arbeiten zum Gasmotor gehörte der Bau elektronischer Maschinen zu seinen Arbeitsschwerpunkten.
Einer seiner Söhne war der Biochemiker und Nobelpreisträger Feodor Lynen.

## Auszeichnungen
- 1910 wurde ihm der Verdienstorden vom Heiligen Michael 4. Klasse verliehen.[12]
- 1917 wurde er mit dem Verdienstorden vom Heiligen Michael 3. Klasse ausgezeichnet.[13]

## Schriften
- Die Berechnung der Centrifugalregulatoren, 1895
- Die Wärmeausnutzung bei der Dampfmaschine, 1901
- Handbuch zum Entwerfen regelspuriger Dampf-Lokomotiven, 1909 (zusammen mit Georg Lotter)
- Die Ausbildung zum Konstrukteur und ihre Bedeutung für die Allgemeinheit, 1912